# Osadné
Osadné (in ungherese Telepóc) è un comune della Slovacchia facente parte del distretto di Snina, nella regione di Prešov. La prima notizia sul comune risale al 1639.